# Улица Лидии Койдула (Таллин)
Улица Ли́дии Ко́йдула, также улица Ли́дии Ко́йдулы (эст. Lydia Koidula tänav) — улица в Таллине, столице Эстонии. Названа в честь эстонской поэтессы Лидии Койдула (1843—1886).

## География
Находится в районе Кесклинн. Проходит через микрорайон Кадриорг. Начинается от Нарвского шоссе, пересекает улицы Ф. Р. Фельмана и Яана Поска и заканчивается у перекрёстка с улицей Мяэкалда.
Протяжённость улицы — 1031 м.

## История
На карте парка Екатериненталь около 1750 года улица ещё не отмечена. Она проложена позже при строительстве новых домов и летних дач как у Нарвского тракта рядом с парковым ансамблем Екатериненталь, так и непосредственно в районе Кадриорг, у подножия известнякового глинта Ласнамяэ.
Иоганн Георг Тайхерт (Johann Georg Teichert, 1704—1773), плотник и мастер-строитель, ставший в 1752 году архитектором Кадриоргского дворца, возвёл на территории дворцового парка небольшой жилой дом (сейчас это дом № 34) и посадил сад. Рядом с домом была проложена дорога, параллельная нынешней улице Аугуста Вейценберга. В середине XVIII века в юго-восточной части Кадриорга было ещё два частных имения. В конце нынешней улицы Койдула на стороне Ласнамяэского глинта находился участок, принадлежащий вдове доктора Ниберга, а к западу — недвижимость купца Кристиана Фрезе (Christian Frese). По всей видимости, к этим участкам также была продлена дорога возле дома Тайхертов. В 1780 году Кристиан Фрезе построил на своём участке большое здание, в котором открыл ситцевую фабрику. Этот дом (№ 23) сохранился в частично перестроенном виде. Примерно в 1783 году на плане замка Кадриорг, подготовленном архитектором Иоганном Шульцем, уже была обозначена дорога к дому Фрезе.
Поскольку к тому времени в Кадриорге уже было разрешено жить лицам, не находившимся на службе во дворце, из-за роста численности населения застройка города также распространилась на начало этой улицы и на дворцовый парк. Земельные участки были относительно длинными и узкими, а фасады домов выходили в сторону дворца. Однако от этих построек к настоящему времени ничего не сохранилось из-за вспыхнувшего в городе 5 августа 1834 года большого пожара, уничтожившего два десятка зданий.
В середине XIX века Ревель стал популярным местом летнего отдыха. Большинство построек на улице Койдула от северо-западной границы парка Кадриорг до Нарвского тракта были возведены в конце XIX — первой половине XX века.
Названия улицы согласно письменным источникам:
- в начале XIX столетия улица была продолжением старой восточно-западной аллеи парка Кадриорг и называлась нем. Catharinenthalscher Weg (Екатеринтальская дорога);
- до 1907 года (после того, как в 1863 году на участке недвижимости № 23 был построен приют для дворянок) — нем. Stiftstraße, эст. Tihvti tänav, эст. Stifti tänav (Штифтштрассе);
- 1907—1916 годы — Институтская улица;
- 1921—1923 годы — эст. Institudi tänav, эст. Institudi tänav (ул. Институуди);
- 1923—1925 годы — эст. Koidula tänav (улица Койдула);
- с 1923 года — эст. Lydia Koidula tänav.

Общественный транспорт по улице не ходит.

## Памятники культуры
- L. Koidula tn 9A 
 Дом в стиле историзма с элементами югенд-стиля, построен в 1912 году. Один из важнейших образцов творчества архитектора Антона Уэссона[эст.] и один из самых представительных доходных домов своего времени[8].
- L. Koidula tn 10A 
 Примечательный образец деревянного строения в стиле позднего модернизма. Автор проекта — инженер-архитектор Эрнст Бюргер (Ernst Bürger). Двухэтажное оштукатуренное здание с высоким цоколем также отражает влияние так называемого хаймат-стиля. Образует симметричный комплекс с соседним домом номер 10[9].
- L. Koidula tn 10 
 Автор первоначального проекта — Эрнст Бюргер (1915 г.), автор проекта внутридворового крыла — Эуген Хаберманн[нем.] (1925 г.), автор проекта перестройки — Александр Владовский (1932 г.)[10].
- L. Koidula tn 12A 
 Вилла в стиле историзма, построена в 1870-х годах и первоначально была известна как Дом Лютера, так как в окрестностях дома находилось принадлежащее Лютеру обширное пастбище. Строитель дома, немец Асхенфрей (Aschenfrei), открыл на первом этаже дома ресторан. В 1918 году дом выкупил Герман Сооне (Herman Soone). В 1931—1940 годах здесь жил писатель Антон Хансен Таммсааре. Также в доме временно проживал адмирал Йохан Питка. В 1978 году, к 100-летнему юбилею А. Х. Таммсааре, в здании был открыт музей[11].
- L. Koidula tn 21С 
 Одноэтажное деревянное строение в стиле нового классицизма c открытой галереей, входящее в состав паркового комплекса Кадриорга. Построено в 1936—1937 годах по проекту Алара Котли и Виллема Сейдра[эст.] Являлось главным павильоном бассейнов Детского парка. Здание отреставрировано в 2009 году, автор дизайна интерьера — Майле Грюнберг[эст.][12]. В здании размещается Детский музей Мийамилла (Miamilla).
- во дворе павильона Детского парка находится чашечный камень, его длина составляет 4 метра, ширина — 3,1 метра и высота — 1,9 метра. Внесён в Государственный регистр памятников культуры Эстонии в 1997 году[13].

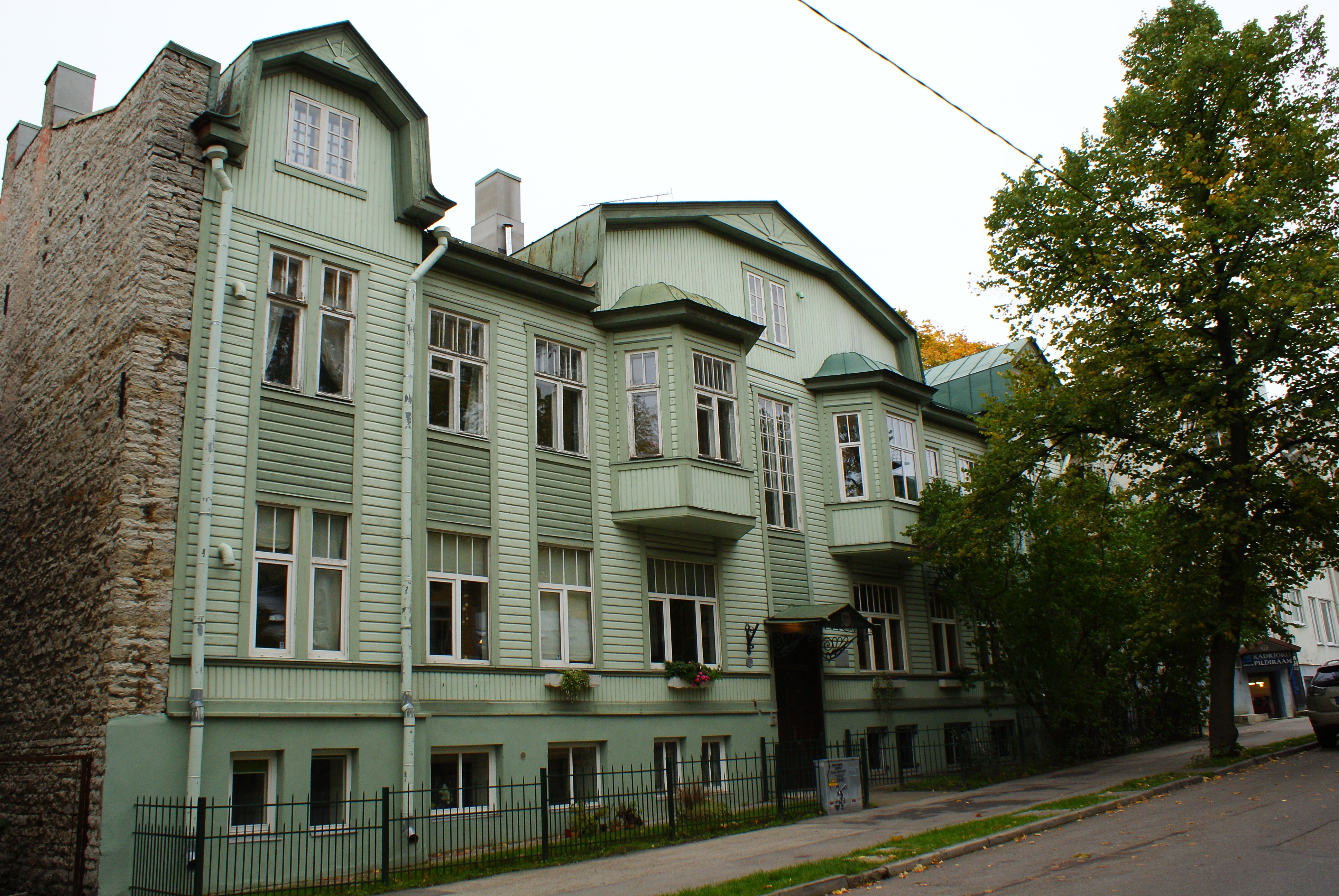
Дом 9A
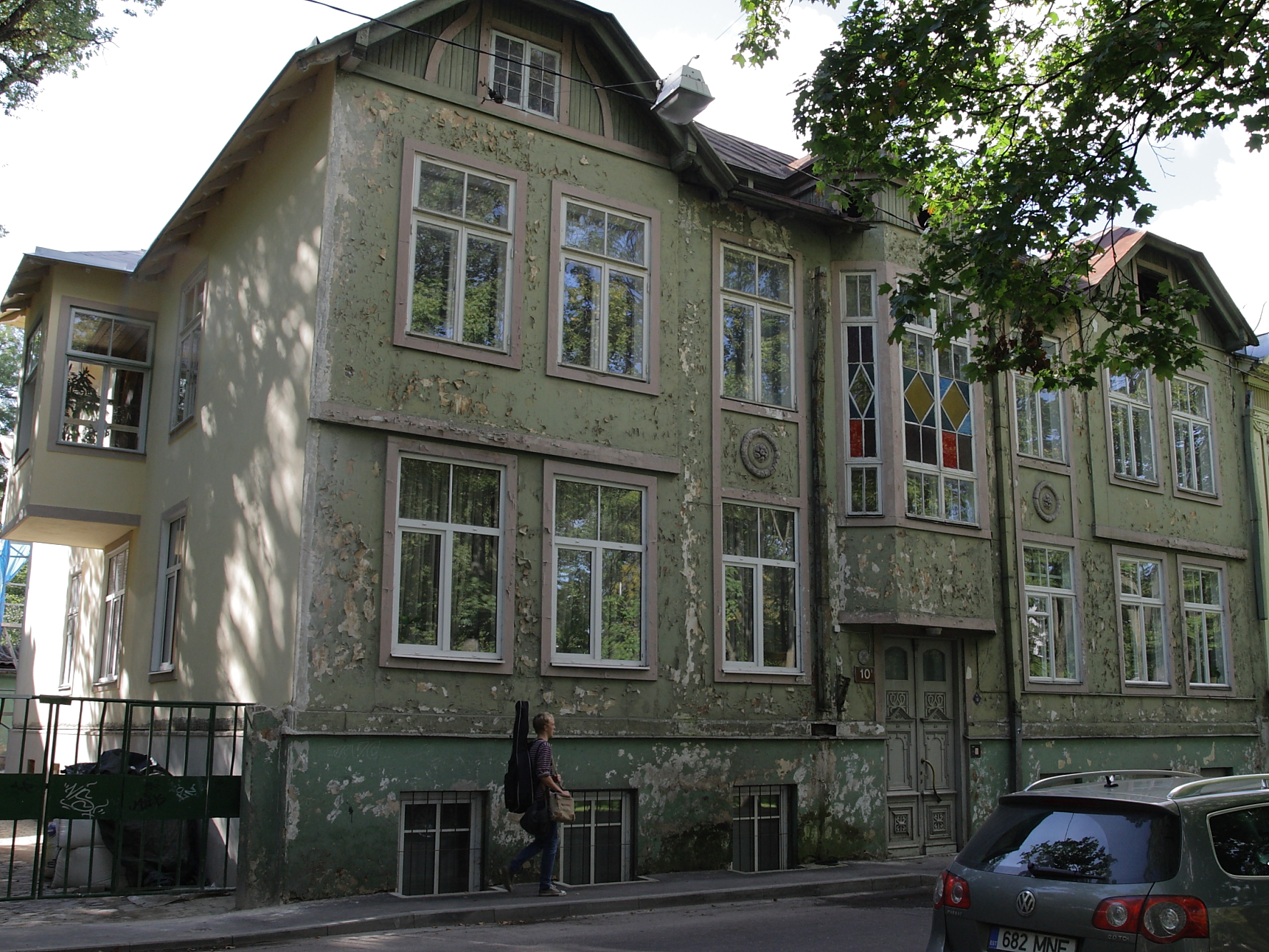
Дом 10А
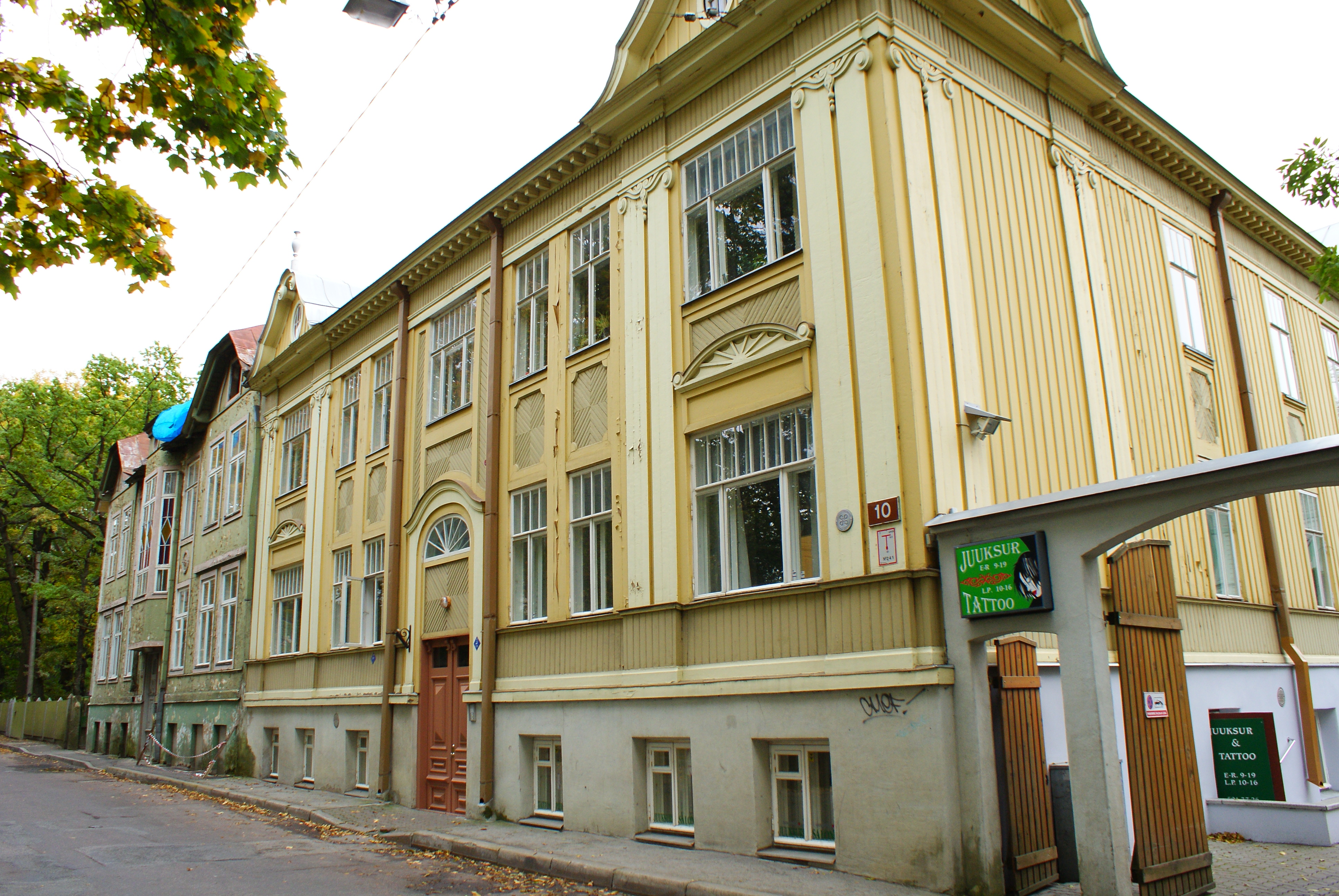
Дом 10
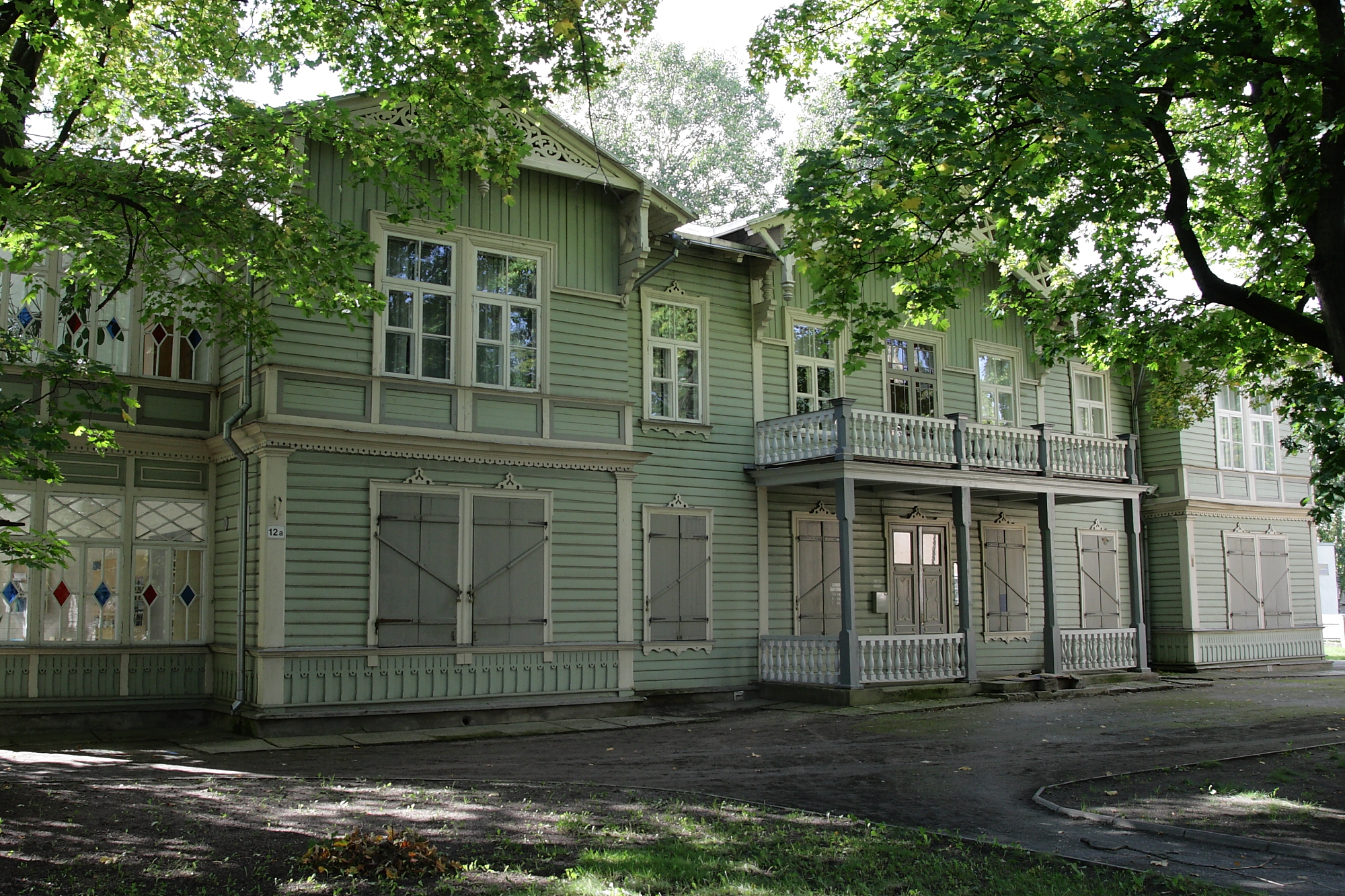
Дом 12А, дом-музей А. Х. Таммсааре
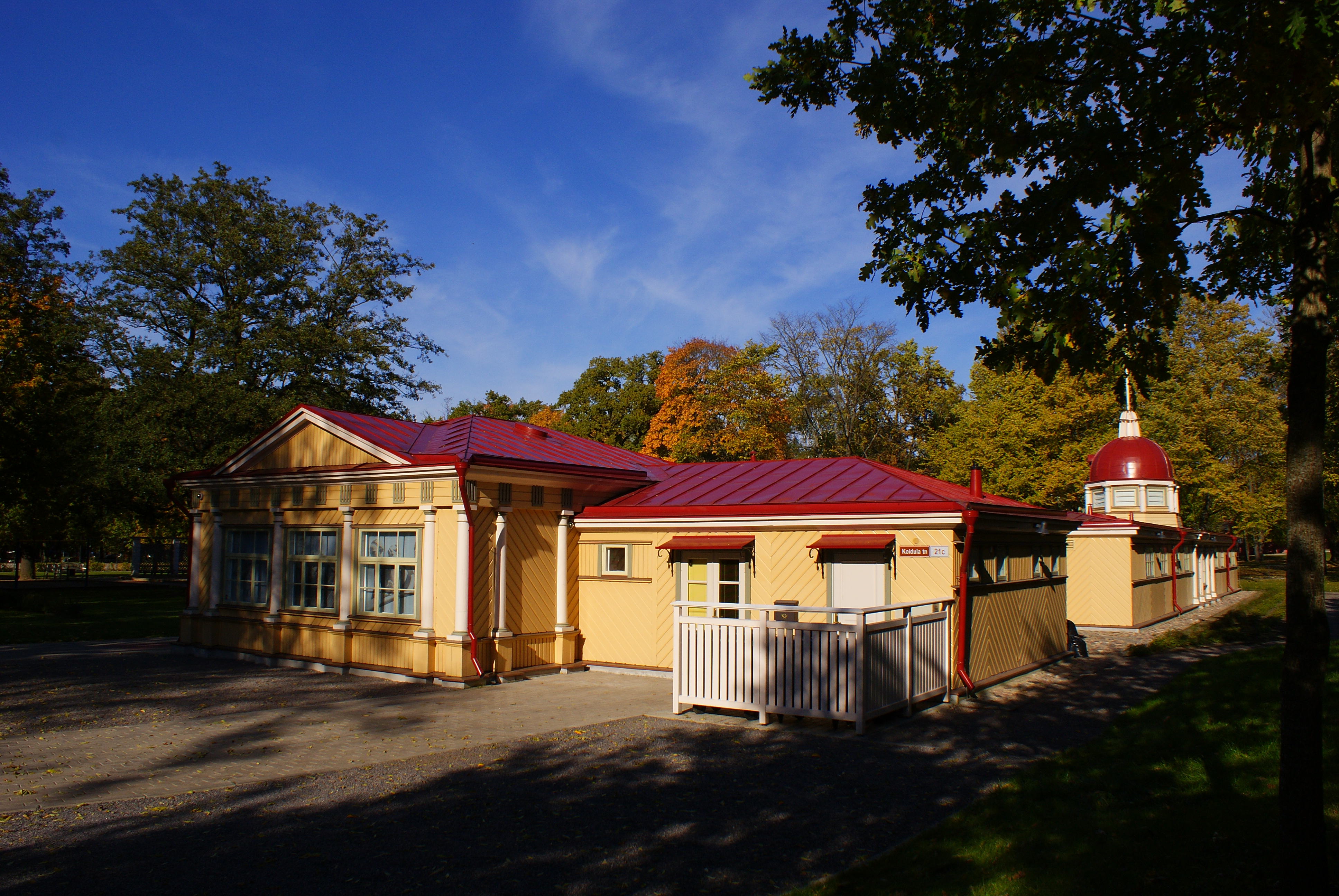
Дом 21 C, павильон Детского парка

## Застройка
Улица застроена жилыми и офисно-жилыми домами.
- Дом 13А — 5-этажная постройка 1996 года. На первом этаже размещается ресторан, на втором-пятом этажах — офисные помещения.
- Дом 17 — Таллинский литературный центр и музей Мати Унта. Дом, где Мати Унт жил в 1995—2005 годах.
- Дом 20А — Кадриоруский детский сад.
- Дом 22 — в июне 1881 года в доме останавливалась поэтесса Лидия Койдула.
- Дом 23 — бывшая ситцевая фабрика. Двухэтажное каменное здание в стиле раннего классицизма, частично перестроено. Старейшее здание улицы Койдула. В настоящее время в здании работает детский сад «Лотте».
- Дом 24 — в советское время в доме располагалось отделение милиции Морского района города Таллина и Отделение внутренних дел (ОВД) Морского района Управления внутренних дел Таллинского городского исполкома Совета народных депутатов.
- Дом 26 — 3-этажный жилой дом, построен в 2006 году, архитектор Тийт Труммал[эст.].
- Дом 34 — в 1925 году, в честь 60-летнего юбилея Эдуарда Вильде и за его заслуги перед Эстонской Республикой эстонское правительство хотело подарить писателю дом с садом, однако подходящего варианта не нашло. Тогда в 1927 году, в принадлежащем государству доме номер 34 по улице Койдула после ремонта и меблировки писателю была выделена одна квартира, где он жил до своей смерти в 1933 году. В настоящее время в доме работает музей Эдурда Вильде.
- Дом 38 — построен в 1978 году. В здании располагается Кадриоруский теннисный центр (Кадриоруский теннисный холл находится по адресу улица Рохелине аас, 13).

По адресу ул. Койдула 21 находится детский парк развлечений «Kadrioru Karussell».

Улица Лидии Койдула
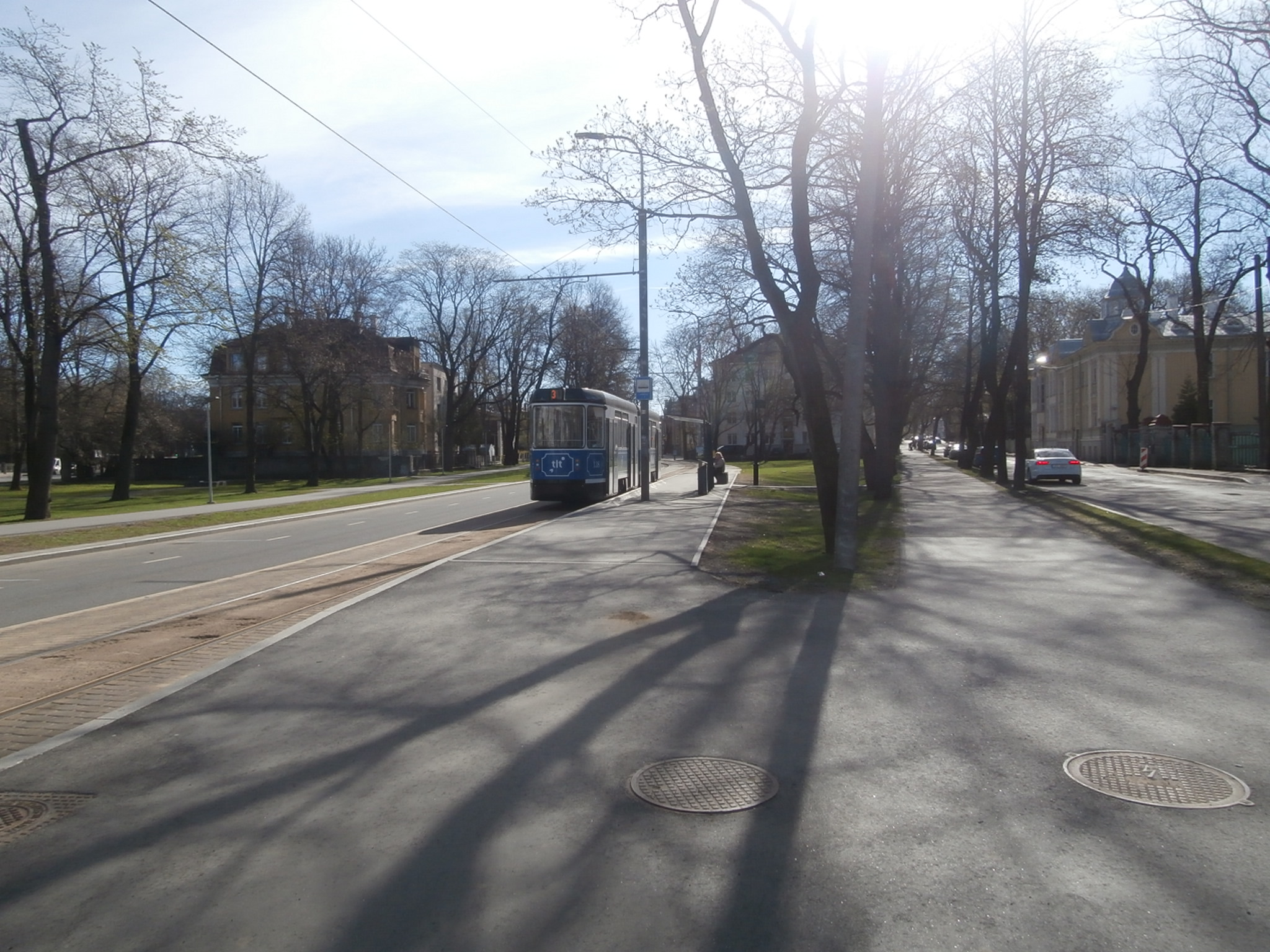
Трамвайная остановка «L. Koidula» на улице Вейценберга, справа — улица Л. Койдула
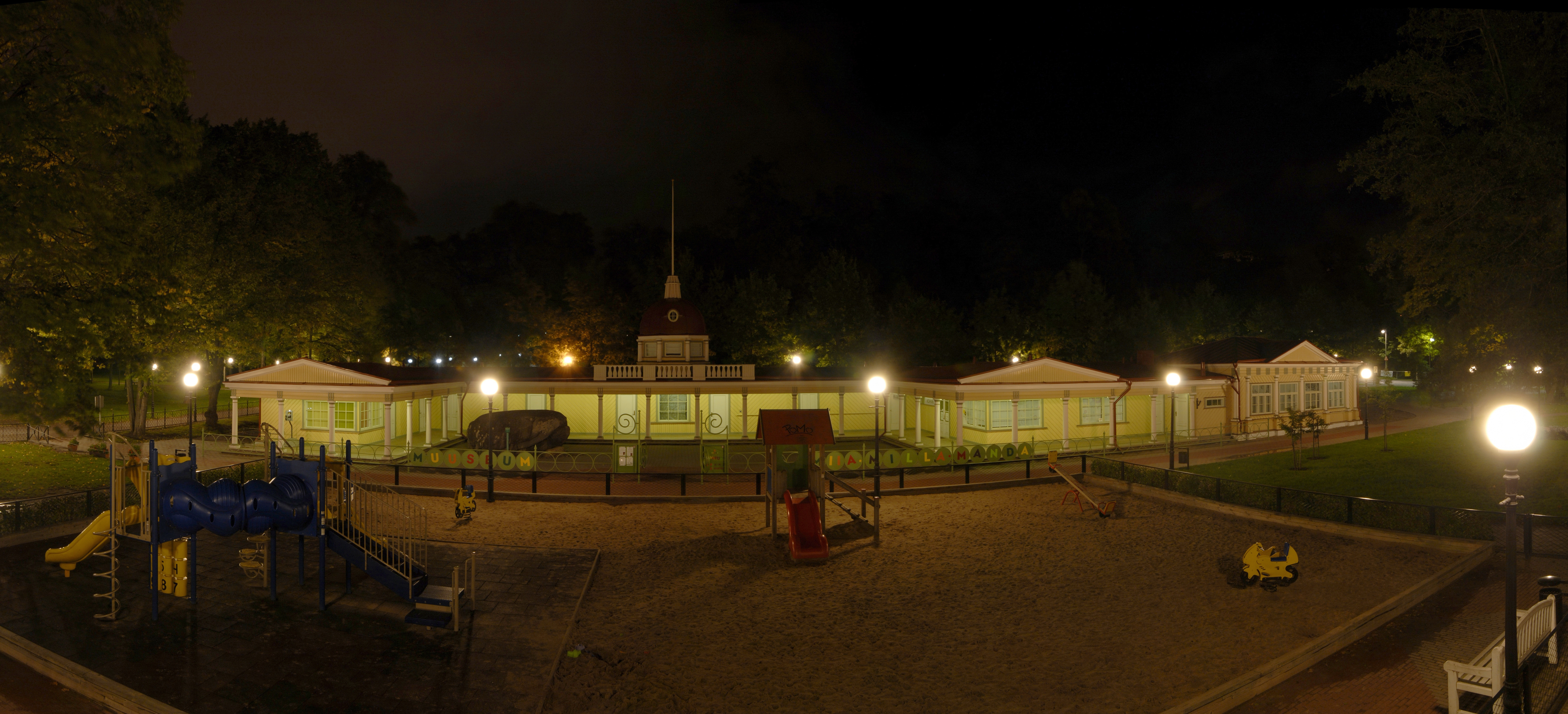
Павильон Детского парка ночью
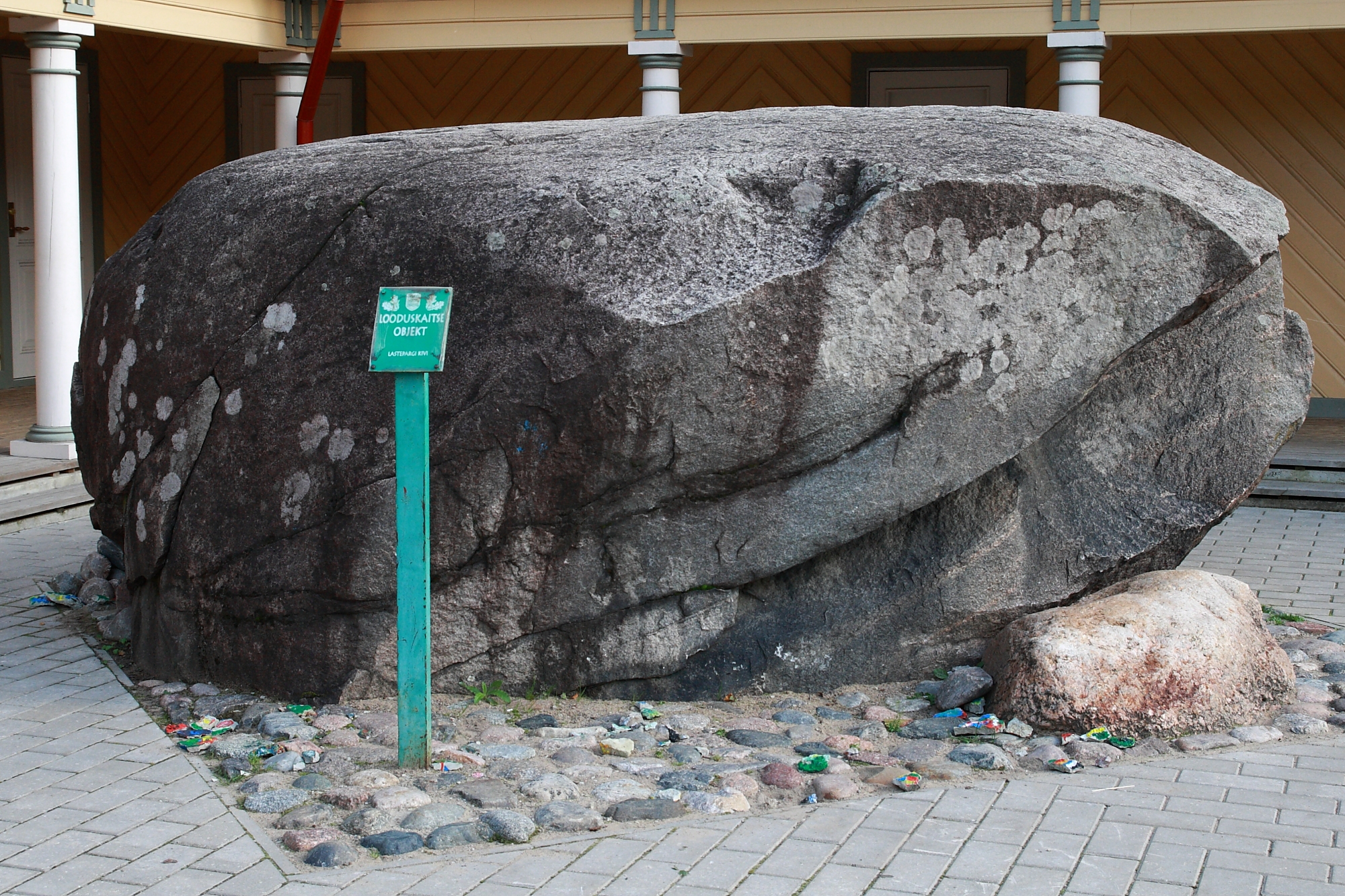
Чашечный камень (памятник культуры)
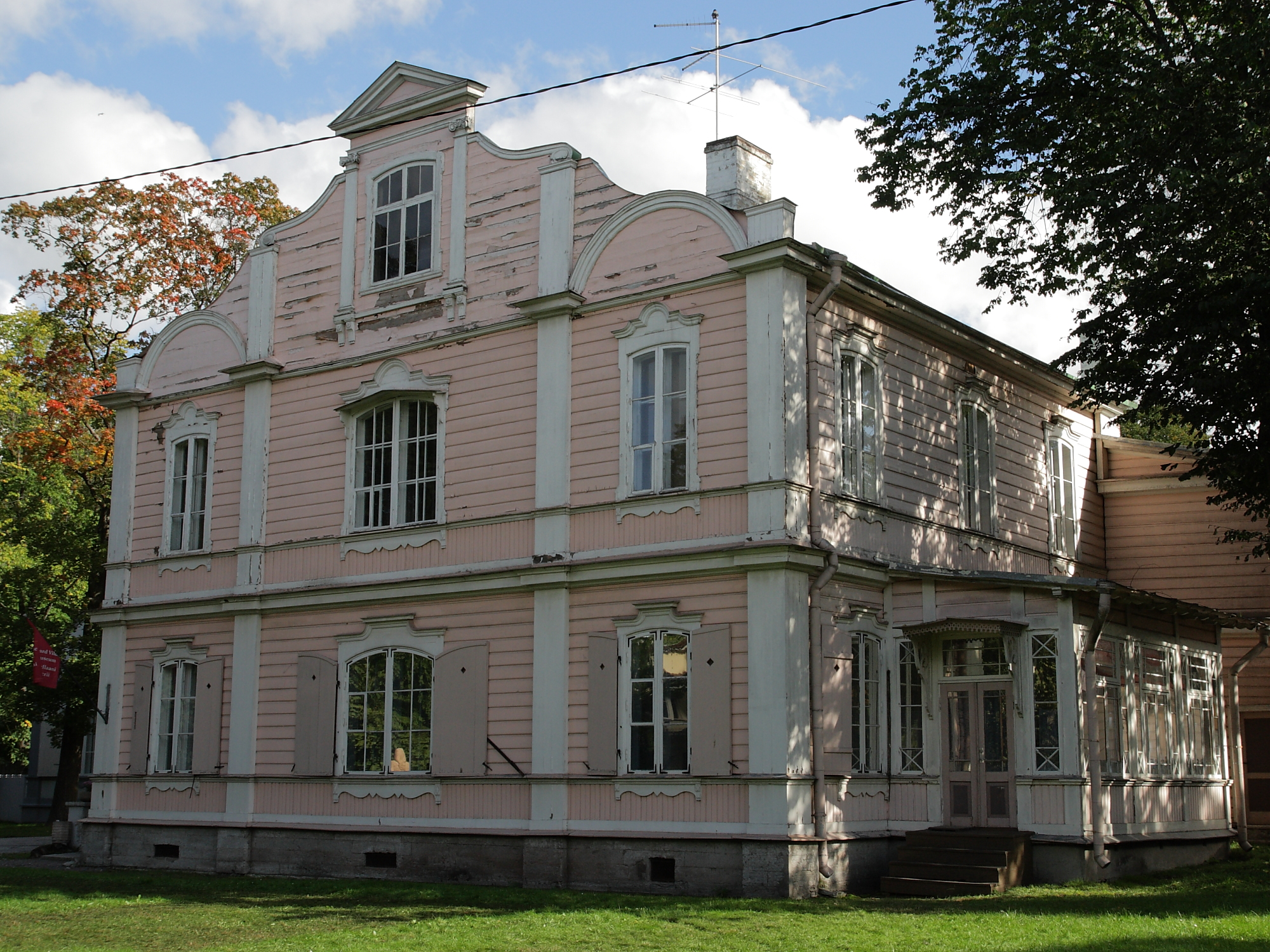
Дом 34